# Mendoncia villosa
Mendoncia villosa är en akantusväxtart som först beskrevs av Johann Friedrich Klotzsch, Amp; Karsten och Christian Gottfried Daniel Nees von Esenbeck, och fick sitt nu gällande namn av Emery Clarence Leonard. Mendoncia villosa ingår i släktet Mendoncia och familjen akantusväxter. Inga underarter finns listade i Catalogue of Life.